# Pardosa marialuisae
Pardosa marialuisae là một loài nhện trong họ Lycosidae.
Loài này thuộc chi Pardosa. Pardosa marialuisae được Charles Denton Dondale & Redner miêu tả năm 1984.